# Team Aguri Formula E Team
Team Aguri Formula E Team fue una escudería japonesa de automovilismo que compitió en las dos primeras temporadas de Fórmula E.
Con sede en Londres, Inglaterra, su dueño fue el expiloto japonés de Fórmula 1 Aguri Suzuki, en la primera temporada de la fórmula E contó con el patrocinio de la empresa Amlin.

## Temporada 2014-15

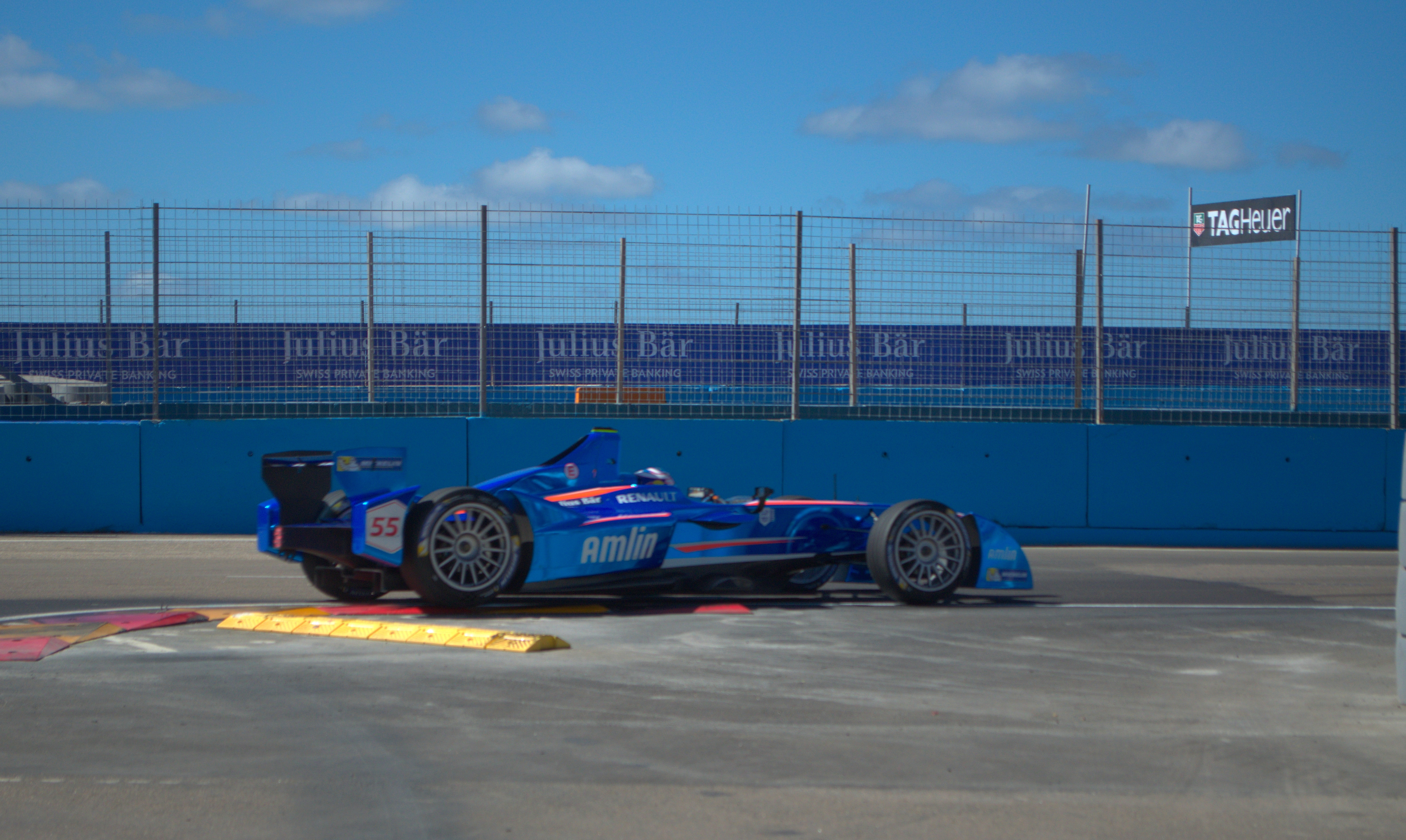
António Félix da Costa consiguió la única victoria del equipo.

La temporada 2014-15 comenzó para Aguri con el experimentado Takuma Satō y Katherine Legge. El nipón sumó los primeros dos puntos del equipo tras quedarse con el récord de vuelta en la primera carrera, pero no continuó en la categoría y fue sustituido por António Félix da Costa. También Legge le dejó su butaca a Salvador Durán desde la tercera cita en Punta del Este. En la cuarta fecha, en Buenos Aires, da Costa obtuvo la primera y única victoria de Team Aguri.

## Resultados

### Fórmula E
(Clave) (negrita indica pole position) (cursiva indica vuelta rápida)

| Temp.   | Chasis                | Neu. | N.º | Pilotos                | 1   | 2   | 3   | 4   | 5   | 6   | 7    | 8   | 9   | 10  | 11  | Puntos | Pos. |
| ------- | --------------------- | ---- | --- | ---------------------- | --- | --- | --- | --- | --- | --- | ---- | --- | --- | --- | --- | ------ | ---- |
| 2014-15 | Spark-Renault SRT 01E | M    |     |                        | BEI | PUT | PDE | BUE | MIA | LBH | MCA  | BER | MSC | LON | LON | 66     | 7°   |
| 2014-15 | Spark-Renault SRT 01E | M    | 55  | Takuma Satō            | Ret |     |     |     |     |     |      |     |     |     |     | 66     | 7°   |
| 2014-15 | Spark-Renault SRT 01E | M    | 55  | António Félix da Costa |     | 8   | Ret | 1   | 6   | 7   | 9    | 11  | 7   |     |     | 66     | 7°   |
| 2014-15 | Spark-Renault SRT 01E | M    | 55  | Sakon Yamamoto         |     |     |     |     |     |     |      |     |     | Ret | Ret | 66     | 7°   |
| 2014-15 | Spark-Renault SRT 01E | M    | 77  | Katherine Legge        | 15  | 15  |     |     |     |     |      |     |     |     |     | 66     | 7°   |
| 2014-15 | Spark-Renault SRT 01E | M    | 77  | Salvador Durán         |     |     | 16  | DSQ | 10  | Ret | Ret* | 16  | 6   | 17  | 8   | 66     | 7°   |
| 2015-16 | Spark-Renault SRT 01E | M    |     |                        | BEI | PUT | PDE | BUE | MEX | LBH | PAR  | BER | LON | LON |     | 32     | 8°   |
| 2015-16 | Spark-Renault SRT 01E | M    | 55  | António Félix da Costa | Ret | 6   | 6   | Ret | Ret | Ret | 8    |     | 6   | 11  |     | 32     | 8°   |
| 2015-16 | Spark-Renault SRT 01E | M    | 55  | René Rast              |     |     |     |     |     |     |      | NC  |     |     |     | 32     | 8°   |
| 2015-16 | Spark-Renault SRT 01E | M    | 77  | Nathanaël Berthon      | 8   | 15  | 14  |     |     |     |      |     |     |     |     | 32     | 8°   |
| 2015-16 | Spark-Renault SRT 01E | M    | 77  | Salvador Durán         |     |     |     | Ret | 15  | 14  |      |     |     |     |     | 32     | 8°   |
| 2015-16 | Spark-Renault SRT 01E | M    | 77  | Ma Qing Hua            |     |     |     |     |     |     | Ret  | 14  | 11  | 12  |     | 32     | 8°   |

- [3][4]